# أكيليل عقربي
إكيليل عقربي (الاسم العلمي:Coronilla scorpioides) هي نوع من النباتات يتبع جنس الإكيليل من الفصيلة البقولية.